# 三光 (スーパーマーケット)
株式会社三光（さんこう）は、かつて青森県八戸市を中心に三光ストア（さんこうストア）の屋号で食品スーパーマーケット営業していた会社。本項目では、同社の事業を継承した株式会社リッツコーポレーション、後に同社を傘下とし後に合併したユニバースが使用していた屋号新 三光ストア（しん さんこうストア）についても述べる。

## 概要
1954年に創業。八戸市を中心に「三光ストア」を屋号とするスーパーマーケットを展開した。シンボルマークは手を繋いだ母子をイメージとしていた。ドラッグストア事業を「スーパードラッグ3」として関連会社と共に運営していたこともあるが、2005年3月16日にツルハドラッグへ譲渡している。ブルーチップ加盟店であった時期もあったが、後に契約を解除している。
2013年に福島県でスーパーマーケットなどを展開するリオン・ドールのグループ会社である株式会社小池の子会社、株式会社リッツコーポレーションにスーパーマーケット事業を譲渡。リッツコーポレーションでは引き続き「三光ストア」を屋号とした。株式会社三光は事業譲渡後、2016年に特別清算されて法人が消滅した。
2014年3月31日、リッツコーポレーションの株式を小池からアークスグループのユニバースが取得した。アークスグループ入りしたことで、アークスのRARAカードが導入された。
ユニバースの子会社になった後は4店舗の事業を引き継ぎ、従来のシンボルマークを継承して屋号を新 三光ストア（しん さんこうストア）として湊高台店を除いた3店舗の営業を再開した。
同年9月1日、ユニバースはリッツコーポレーションを吸収合併。この時点で「新 三光ストア」として2店舗があったが、11月7日に建て替えのために新 三光ストア桔梗野店が閉店（後に同地に新築でユニバース桔梗野店が開店）したことで「新 三光ストア」の屋号が消滅した。
リオン・ドールはCGCグループの加盟企業であったが、青森県では同じCGCグループのユニバースが競合になった為、リッツコーポレーションはCGCグループに加盟しなかった。またユニバース傘下になった際も吸収合併を前提としていた為に、CGCグループには加盟しなかった。

## 沿革
- 1954年（昭和29年）9月15日 - 会社設立。
- 2004年（平成16年）5月 - 福島・関東圏等でスーパー等を運営しているリオン・ドールと業務資本提携。
- 2005年（平成17年）3月16日 - ドラッグストア事業「スーパードラッグ3」をツルハドラッグへ譲渡。
- 2013年（平成25年） - スーパーマーケット事業「三光ストア」をリオン・ドールの子会社である株式会社リッツコーポレーション（リオン・ドールグループ会社の株式会社小池の子会社）に設立され、譲渡。
- 2014年（平成26年）
  - 3月31日 - リッツコーポレーションがユニバースの子会社になる[3]。これに伴いアークスグループに入る。
  - 4月 - シンボルマークをそのままに、屋号を「新 三光ストア」として新井田店、桔梗野店、軽米店の営業を開始。
  - 6月 - 新井田店を改装。ユニバースに屋号を変更。
  - 9月1日 - ユニバースがリッツコーポレーションを吸収合併[2]。
  - 11月7日 - 隣接地に建設中の「ユニバース桔梗野店」への新築・移転準備のため、新 三光ストア桔梗野店を閉店[4]。「新 三光ストア」の屋号消滅。
- 2016年（平成28年）2月19日 - 株式会社三光が東京地方裁判所より特別清算の開始決定を受ける。負債総額：約22億円[5]。

## 店舗
現在は全店が閉店または屋号変更している。三光、リオン・ドール傘下のリッツコーポレーション時点では屋号を「三光ストア」とした。
三光時代
- 根城店 - 青森県八戸市根城。後にドラッグストアの「スーパードラッグ3」に業態転換し、ツルハドラッグへ譲渡された。
- 久慈店 - 岩手県久慈市長内。閉店後に岩手県を地盤とするジョイスへ土地・建物を売却。ジョイス久慈長内店。
- 岬台店 - 青森県八戸市岬台。小規模店。リッツコーポレーションへ譲渡されずに閉店。
- 鮫店 - 青森県八戸市鮫町。小規模店。リッツコーポレーションへ譲渡されずに閉店。

この他、ドラッグストアの「スーパードラッグ3」をツルハドラッグへの譲渡時点で8店舗を営業していた。現在のツルハドラッグみなと店は経営破綻した亀屋みなみチェーンから土地・建物と従業員と共に引き受けていた店舗であった。
リッツコーポレーション時代
- 本八戸駅前店 - 青森県八戸市内丸の駅前にあった。旗艦店であったものの、中心街や郊外との競争激化によりリッツコーポレーションがユニバースの子会社となる際に賃貸契約を打ち切り閉店[2]。後継テナントはツルハドラッグ[2]本八戸駅前店。
- 湊高台店 - 青森県八戸市湊高台。リッツコーポレーションがユニバースの子会社となる際に同地に新築による出店計画があったため閉店。三光ストアの建物は解体され、2014年12月に「ユニバース湊高台店」が新築オープンした。東霊園に近いものの、供花や菓子の種類を削減し値上げに踏み切るなど、品揃えについても収益力の強化が図られている。

ユニバース時代
ユニバース傘下以降。屋号が「新 三光ストア」となる。
- 新井田店 - 青森県八戸市新井田。2014年6月に増床改築の上で「ユニバース新井田店」となった。
- 軽米店 - 岩手県軽米町。2014年10月28日閉店[6]。跡地と隣接地を含めて「ユニバース軽米店」が新築オープンした。
- 桔梗野店 - 青森県八戸市桔梗野。2014年11月7日閉店[4]。跡地と隣接地を含めて「ユニバース桔梗野店」が新築オープンした。

## 関連会社
- スーパードラッグ3
- ビッグエイト